# Protrombina
La protrombina, nota anche come fattore II,  è una proteasi a serina che interviene nel processo di riparazione dei danni ai vasi sanguigni.
La protrombina viene prodotta dal fegato e si trova in forma solubile nel sangue. Viene attivata a livello dei vasi sanguigni, dove vi è un danno, e si trasforma in trombina. La protrombina è uno zimogeno, ossia un enzima non attivo, e viene attivata mediante taglio proteolitico tra arginina e triptofano in posizione n-terminale (dove la porzione n-terminale va persa) e mediante un secondo taglio tra arginina e isoleucina in zona c terminale (ma un ponte disolfuro tiene unite queste due porzioni dell'enzima che scorrono l'una sull'altra per formare l'enzima maturo).
La trasformazione protrombina-trombina è un complesso di attivazione che vede l'intervento del calcio (IV fattore della coagulazione del sangue).
La protrombina rientra nel ciclo della vitamina K, dove viene gamma carbossilata per poter interagire col calcio nella sua porzione n-terminale. 
Per l'attivazione della protrombina in trombina, il calcio si lega alla superficie delle piastrine e lega la protrombina nella sua porzione n-terminale; successivamente alla protrombina si legano il fattore V (un cofattore, proteina ad alto peso molecolare) e X. È questo a trasformare la protrombina in trombina ed è attivato dal fattore IX con l'intervento del fattore VIII (un cofattore e proteina ad alto peso molecolare).

## Nei neonati
I livelli di protrombina nel sangue dal terzo al settimo giorno sono sostanzialmente gli stessi che negli adulti. Dopo le prime 24 ore di vita i livelli possono subire una severa riduzione, che ritorna alla normalità in un tempo compreso tra le 48 ore e i 5 giorni e mezzo.